# 跟著獅子跑，大家會更好
跟著獅子跑，大家會更好（Follow a Lion, and run a Better Life）是ING安泰人壽在2004年起冠名贊助台北國際馬拉松比賽的台灣區宣傳口號，同時為ING安泰人壽與風潮唱片首度針對大型國際級馬拉松賽事特別打造的音樂精選集。
在2003年10月，ING安泰人壽宣布冠名贊助台北國際馬拉松比賽時，為了要打造企業贊助國際級馬拉松比賽的形象，特別與風潮唱片合作，訂做這個企業專屬音樂專輯，僅發行20000片，只提供給ING安泰人壽投保人及參與ING台北國際馬拉松比賽分區訓練活動的選手，不對外發行。
而CD內所有的音樂，都利用一星期的週期來作為節奏的調整。

## 作曲及負責曲目
- 彭靖：2、3
- 吳金黛：4、7
- 林海：5
- 楊錦聰：6、8

## 曲目一覽表
1. 馬拉松之歌（Amsterdam Anthem）[1'15"]
  - 序曲（Prologue）：揭開馬拉松序幕
  - ING集團製作。
2. 陽光燦爛的日子（Days of Sunshine）[永久][3'15"]
  - 星期日（Sunday）：潛能激發（Discovery Your Potential）
  - 選自專輯：山居歲月
  - 編曲：彭靖／鋼琴：螢火蟲／作曲：彭靖、螢火蟲
3. 山居歲月（Days in a Green Hill）[永久][3'54"]
  - 星期一（Monday）：暖身（Warming Up）
  - 選自專輯：山居歲月
  - 編曲：彭靖／鋼琴：螢火蟲／作曲：彭靖、螢火蟲
4. 旋轉木馬（Merry Go Rain）[4'15"]
  - 星期二（Tuesday）：快樂的跑（Happy Running）
  - 選自專輯：陶笛奇遇記
  - 編曲：吳金黛／陶笛：游學志／作曲：游學志、吳金黛
  - 游學志一度認定此歌曲為陶笛吹奏練習中最難的歌曲。
5. 追逐（Chasing） （页面存档备份，存于） [3'50"]
  - 星期三（Wednesday）：激勵（Inspiration）
  - 選自專輯：蝶舞
  - 作曲、編曲、製作：林海／揚琴、吉他、蕭：黃雅詩
  - 2004年─2006年ING台北國際馬拉松比賽主題曲。
6. 木棉花（Flowers of May）[5'33"]
  - 星期四（Thursday）：堅持（Perseverance）
  - 選自專輯：遇見天空
  - 2003年中天新聞台氣象報導背景音樂。
  - 製作：范宗沛、楊錦聰／後製（吉他、雙簧管、單簧管、二胡）、作曲、編曲：楊錦聰
7. 陶笛奇遇記（Ocarina in Wonderland）[永久][3'20"]
  - 星期五（Friday）：達陣（Touch Down）
  - 選自專輯：陶笛奇遇記
  - 編曲、陶笛、作曲：游學志
  - 游學志「陶笛奇遇記」專輯主打曲。
8. 溫泉（Hot Spring）[4'11"]
  - 星期六（Saturday）：舒緩（Relaxation）
  - 選自專輯：遇見天空
  - 製作：范宗沛、楊錦聰／鋼琴：林海／大提琴：范宗沛／作曲、編曲：楊錦聰

## 資料來源
1. ING安泰人壽：《2005安泰人壽保戶生日禮宴活動》，http://www.inglife.com.tw/ingantai/home/item01.asp?DocID=25045&idx=25045%5B%5D ，2005年3月。
2. 風潮唱片：《合作案例（ING國際馬拉松專輯）》，https://web.archive.org/web/20060411210846/http://www.wind-records.com.tw/shop/stores_App/service/b2b/new/title_4.htm ，2005年8月23日。